# Västra Grevie
Västra Grevie är en tidigare småort i Södra Åkarps socken i Vellinge kommun på Söderslätt i Skåne, belägen mellan Vellinge och Mellan-Grevie. 2015 hade folkmängden minskat och småorten upplöstes.
I Västra Grevie ligger golfklubben Söderslätts GK.